# 賀清泰

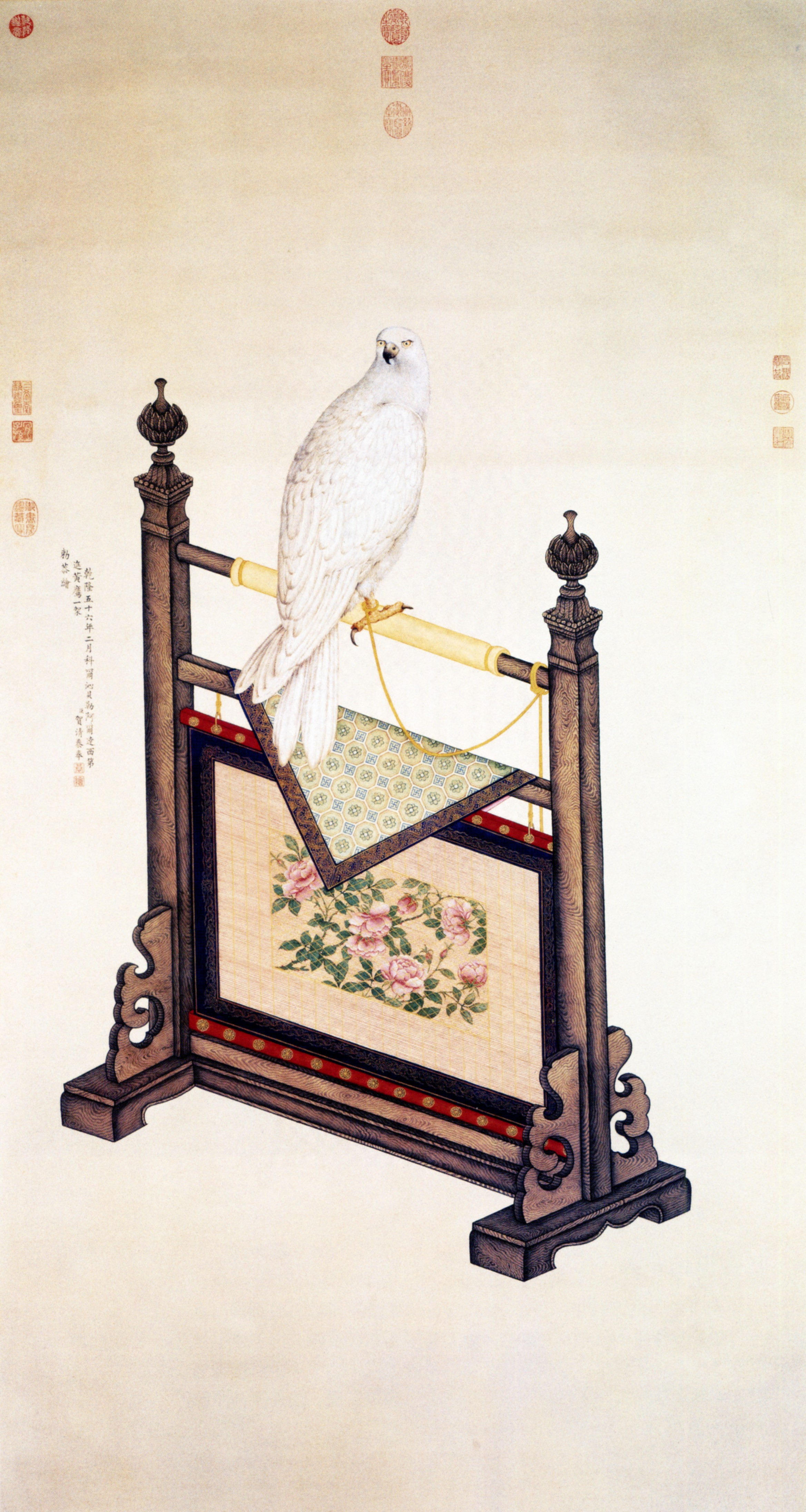
《畫黃鷹》，闊95厘米，高176.6厘米，現存國立故宮博物院。

賀清泰（法語：Louis Antoine de Poirot，1735年—1813年），18及19世紀初耶穌會畫家及翻譯家，於乾隆期間擔任宮廷畫師。連同潘廷章，他是最後一個於乾隆在位時作畫的畫師，他們取代了名氣較大的郎世寧和王致誠。

## 生平
賀清泰以滿語翻譯舊約聖經，又以中文白话翻譯旧约聖經，其中夹杂北京俚语和土话。他亦負責北京與聖彼德堡兩國外交通信中拉丁語與滿語的翻譯。

## 資料來源
1. ↑  .   [2011-10-08]. （原始内容存档于2016-06-03）.
2. ↑  .   [2011-10-08]. （原始内容存档于2016-04-26）.